# Wolkiger Korallen-Milchling
Der Wolkige Korallen-Milchling (Lactarius subruginosus) ist eine Pilzart aus der Familie der Täublingsverwandten. Es ist ein mittelgroßer Milchling mit einem höckerig-welligen und weißlichbraun-scheckig-wolkigen Hut. Das mild schmeckende, weißliche Fleisch verfärbt sich im Anschnitt nach einigen Minuten rosa. Der Milchling wächst in kalkreichen Laub- und Mischwäldern bei Rotbuchen. Die Art ist nahe verwandt mit dem Hellen Korallen- und dem Flügelsporigen Milchling. Neuere molekularphylogenetische Untersuchungen stellen allerdings den Artrang infrage. Die Art wird auch Schwachrunzliger oder Fleckiger (Korallen-)Milchling genannt.

## Merkmale

### Makroskopische Merkmale
Der 4–6 (8) cm breite Hut ist jung flach gewölbt, später ausgebreitet und in der Mitte bisweilen etwas niedergedrückt und meist unregelmäßig höckerig-wellig verbogen. Die glatte, matte Oberfläche ist schwach bereift und auf cremeweißem Grund grau- bis ockerbraun wolkig-scheckig gefleckt. Der Rand ist glatt und scharf.
Die jung weißlichen Lamellen verfärben sich im Alter zunehmend ocker- bis rötlich braun. Sie sind am Stiel breit angewachsen und laufen teilweise etwas daran herab. Nur wenige Lamellen sind gegabelt. Das Sporenpulver ist ockergelb (IIIb nach Romagnesi).
Der zylindrische bis leicht keulige Stiel ist 4–6 (8) cm lang und 0,8–1,2 cm breit. An der Basis ist er meist etwas zugespitzt. Das Innere ist ausgefüllt. Die glatte Oberfläche ist weißlich und jung fein bereift. Auf Druck und im Laufe der Entwicklung wird der Stiel braunfleckig.
Das weißliche Fleisch verfärbt sich im Anschnitt innerhalb weniger Minuten rosa. Es schmeckt mild und hat einen schwachen, angenehm Geruch, der an Kokosnuss erinnert. Die weiße Milch verfärbt sich nicht ohne Kontakt zum Fleisch.

### Mikroskopische Merkmale
Die rundlichen Sporen sind 6,8–9,1 µm lang und 6,5–8,5 µm breit. Der Q-Wert (Quotient aus Sporenlänge und -breite) ist 1,0-1,1. Das Sporenornament wird bis zu 2,5 µm hoch und besteht aus wenigen verlängerten Warzen sowie aus meist gebogenen Rippen, die teilweise verzweigt und nur wenig miteinander verbunden sind, und somit kein Netz ausbilden.
Die keulig bis bauchig und viersporigen Basidien sind 50–70 µm lang und 12–19 µm breit. Die zahlreichen, flaschenförmigen (lageniformen) bis verschiedengestaltigen Cheilozystiden sind 40–70 µm lang und 5–9 µm breit, Pleurozystiden kommen nicht vor.
Die hymeniforme Hutdeckschicht (Pileipellis) besteht aus rundlichen bis länglichen, 10–25 × 6–15 µm messenden Zellen. Die daraus entspringenden Hyphenenden sind 25–70 µm lang und 4–8 µm breit. Sie sind mehr oder weniger zylindrisch bis leicht keulig und ragen mehr oder weniger senkrecht empor.

## Artabgrenzung
Der Wolkige Korallen-Milchling ist durch seinen höckerig-welligen Hut mit seiner weißlichbraunen, scheckig-wolkigen Oberfläche gekennzeichnet, die auffallend mit dem weißen Stiel kontrastiert. Sehr ähnlich sind der Rauchfarbene Milchling (Lactarius azonites), der Flügelsporige Milchling (Lactarius pterosporus) und der Helle Korallen-Milchling (L. ruginosus).
Der Rauchfarbene Milchling hat ebenfalls einen weißen Stiel, jedoch einen einheitlich gefärbten, braunen, nicht scheckigen Hut sowie eine etwas andere Huthautanatomie. Der Flügelsporige Milchling weist meist eine faltig-aderige Hutoberfläche auf und die Rippen des Sporenornamentes sind breiter. Außerdem hat er einen schärferen Geschmack, dichter stehende Lamellen und ein sich lebhaft rötlich verfärbendes Fleisch. Der Helle Korallen-Milchling andererseits hat weiter entfernt stehende Lamellen und einen deutlich gekerbten Hutrand.

## Ökologie und Verbreitung

Verbreitung des Fleckigen Milchlings in Europa.
Legende:
grün = Länder mit Fundmeldungen
weiß = Länder ohne Nachweise
hellgrau = keine Daten
dunkelgrau = außereuropäische Länder.

Der Wolkige Korallen-Milchling ist eine seltene, rein europäische Art.
Es ist ein Mykorrhizapilz, der überwiegend mit Rotbuchen eine symbiotische Beziehung eingeht. Möglicherweise kommen aber auch andere Laubbäume als Wirt infrage. Der Milchling wächst auf basenreichen und nicht zu trockenen Böden. Die Fruchtkörper erscheinen von Sommer bis Herbst.

## Systematik
Die Art wurde erstmals 1976 in der Milchlingsmonographie Les Lactaires von Jean Blum beschrieben. Allerdings lieferte Blum keine lateinische Artdiagnose, sodass die Art nach den Regeln des ICBN nicht gültig beschrieben war. 1985 wurde die Art nochmals und diesmal gültig durch M. Bon beschrieben. Die neusten, molekularphylogenetischen Untersuchungen zeigen allerdings, dass der Artrang zweifelhaft ist. Ein Teil der untersuchten Exemplare ist artgleich mit dem Flügelsporigen, die anderen mit dem Hellen Korallen-Milchling.
Das Artattribut (Epitheton) "subruginosus" bedeutet schwach oder ziemlich runzelig.
Infragenerische Systematik
Der Milchling wird von M. Basso in die Sektion Plinthogali gestellt, die ihrerseits in der Untergattung Plinthogalus steht. Die Vertreter der Sektion haben feinsamtige, nicht selten gerunzelte Hüte. Das Fleisch oder auch die Milch dieser Arten verfärbt sich rosa oder rötlich braun, das Sporenpulver ist ockergelb. Die Hutdeckschicht ist palisadenförmig.

## Bedeutung
Der Milchling gilt trotz seines milden Geschmacks als ungenießbar.